# Cornelia (Cæsars hustru)
Cornelia (ca. 97 – 69 f.Kr..) var den første eller anden hustru til Julius Cæsar, og mor til hans eneste legitime barn, Julia. Som en datter af Lucius Cornelius Cinna, var Cornelia gennem sin egen familie og ægteskab beslægtet med mange af de mest indflydelsesrige personer i den sene romerske republik.

## Biografi

### Tidlige liv
Cornelia var datter af Lucius Cornelius Cinna, en af de mest indflydelsesrige politikere i Rom under konflikten mellem generalerne Gaius Marius og Lucius Cornelius Sulla. Han var konsul i en periode på fire på hinanden følgende år, fra 87 til 84 f.Kr., inden han blev dræbt i et soldatermytteri. I denne periode stod han på Marius' side og efterlod sin familie i fare for Sullas vrede ved sidstnævntes tilbagevenden i 82.
Med sin hustru, Annia, havde Cinna en søn, Lucius, og to døtre, praktisk kendt som Cornelia den Ældre, som ægtede Gnaeus Domitius Ahenobarbus og Cornelia den Yngre, Cæsars hustru. Betegnelserne den Ældre og den Yngre var egentlig ikke en del af deres navne, men blev brugt til at skelne mellem søstre, som bar det samme navn. Da der var rigtig mange af Cornelia-slægten i Rom, bliver Cæsars hustru lejlighedsvis omtalt som Cornelia Cinnae eller "Cinnas Cornelia".

### Ægteskab
Sveton beretter, at Cæsar og Cornelia blev gift under konsulatet umiddelbart efter at Cæsar havde mistet sin far, hvilket skete i hans sekstende år. I Svetons kronologi blev Cæsar født i 100 f.Kr., hvilket placerede hans fars død i 85 eller 84 f.Kr. Således ægtede han formentlig Cornelia i 83 f.Kr., da han var omkring sytten år gammel, og hun måske lidt yngre. Deres datter, Julia, var Cæsars eneste legitime barn, og det eneste han anerkendte.
Den unge Cæsar var en af dem, som Sulla rettede sin opmærksomhed mod efter at være vendt tilbage til Rom. Skønt han ikke havde taget del i Marius og Cinnas styre og ikke gjort noget for at modsætte sig Sullas tilbagevenden, var Cæsars faster, Julia, Marius' hustru, mens hans fætter var den yngre Marius, der som konsul i 82 blev besejret af Sulla, og som havde taget sit eget liv, da byen faldt. Marius og Cinna havde udnævnt den unge Cæsar til et vigtigt præsteembede, og ved at gifte sig med Cinnas datter fik Cæsar kontrollen over en betydelig medgift. Sulla betragtede Cæsar som en potentiel rival og befalede ham at lade sig skille fra Cornelia.
Men hverken fratagelsen af sit præsteembede, Cornelias medgift og sin egen arv, eller truslen om vold, kunne få Cæsar til at forlade sin hustru. Han blev proskriberet, og i forklædning undslap han Rom og undgik at blive taget til fange ved regelmæssigt at ændre sit gemmested og ved mindst én lejlighed ved at bestikke en patruljeleder, der var blevet sendt ud for at lede efter Sullas fjender. Til sidst lod Sulla sig formilde, efter at Cæsars talrige venners og slægtninges havde gået forbøn for ham, og Cæsar kunne vende hjem til Cornelia.

### Død
Efter omtrent tretten års ægteskab døde Cornelia i begyndelsen af sin mands kvæstorskab, som fandt sted i f.Kr. 69 eller 68. Cæsar skulle til at rejse til Spanien og havde allerede holdt begravelsestalen for sin faster, Julias, fra rostra, som det var sædvanligt for ældre romerske matroner. Han holdt derefter en tale til ære for Cornelia, hvilket var ekstraordinært for en ung kvindes vedkommende, selvom det senere blev almindeligt. Cornelias død menes af de fleste at være sket i barselssengen, men det er ikke bekræftet.